# I'm in Your Mind Fuzz
| Recensione | Giudizio |
| ---------- | -------- |
| AllMusic   | [ 1 ]    |
| Pitchfork  | 7/10     |
| Metacritic | 75/100   |

I'm In Your Mind Fuzz è il quinto album in studio del gruppo musicale di rock psichedelico australiano King Gizzard & the Lizard Wizard, pubblicato il 7 marzo 2014 dalla Heavenly Records.

## Tracce
Testi e musiche di Stu Mackenzie, eccetto Hot Water, scritta insieme a Joey Walker.
1. I'm in Your Mind – 3:34
2. I'm Not in Your Mind – 2:58
3. Cellophane – 3:11
4. I'm in Your Mind Fuzz – 2:52
5. Empty – 4:11
6. Hot Water – 3:24
7. Am I in Heaven? – 7:06
8. Slow Jam 1 – 2:55
9. Satan Speeds Up – 3:39
10. Her and I (Slow Jam 2) – 8:15

Durata totale: 42:05

## Formazione
- Michael Cavanagh – batteria
- Ambrose Kenny-Smith – armonica a bocca
- Stu Mackenzie – voce, chitarra, tastiere, flauto
- Cook Craig – chitarra
- Joey Walker – chitarra, voce
- Lucas Skinner – basso elettrico
- Eric Moore – batteria